# Hordeum bulbosum
Espèce
Hordeum bulbosum est une espèce de plantes monocotylédones de la famille des Poaceae, sous-famille des Pooideae, originaire d'Eurasie et d'Afrique du Nord.
Cette espèce, susceptible de s'hybrider, bien qu'avec difficulté, avec Hordeum vulgare, constitue le pool génique secondaire de l'orge commune. Hordeum bulbosum est une source intéressante de gènes de résistance à divers agents pathogènes, notamment fongiques et viraux, pour l'amélioration des cultivars d'orge cultivée.
Ce sont des plantes herbacées vivaces, cespiteuses, aux tiges de 50 à 100 cm de long, renflées en bulbes à la base, et à l'inflorescence composée de racèmes.  

## Taxinomie

### Synonymes
- Critesion bulbosum (L.) Á.Löve
- Hordeum brevicomum C.Presl, nom. nud.
- Hordeum bulbosum var. brevispicatum Post
- Hordeum bulbosum var. lycium Asch. & Graebn.
- Hordeum bulbosum var. minus Hausskn.
- Hordeum bulbosum subsp. nodosum (L.) B.R.Baum
- Hordeum kaufmannii Regel
- Hordeum lycium Boiss., pro syn.
- Hordeum nodosum L.
- Hordeum nodosum Ucria, nom. illeg.
- Hordeum strictum Desf.
- Zeocriton nodosum (L.) P.Beauv.
- Zeocriton strictum (Desf.) P.Beauv.

### Liste des sous-espèces et variétés
Selon Tropicos (11 mai 2017) (Attention liste brute contenant possiblement des synonymes) :
- sous-espèce Hordeum bulbosum subsp. bulbosum
- sous-espèce Hordeum bulbosum subsp. nodosum (L.) B.R. Baum
- variété Hordeum bulbosum var. bourgaei Boiss.